# Galerie van Diemen
La galerie van Diemen est une galerie d'art fondée en 1918 à Berlin (Allemagne), et qui avait des succursales à La Haye, Amsterdam et New York. 

## Histoire
Les directeurs Eduard Plietzsch (de 1919 à 1935) et Kurt Benedict (de 1923 à 1933) ont dirigé les branches van Diemen et Dr. Benedict & Co. Jusqu'en 1929, ces deux galeries, ainsi que Altkunst Antiquitätene et Dr Otto Burchard & Co. appartenaient au groupe Margraf d'Albert Loeske avant d'être reprises par ses employés Jacob et Rosa Oppenheimer.
À l'origine spécialisée dans la peinture hollandaise, la galerie van Diemen a organisé en 1922 la première exposition importante d'art russe d'avant-garde en Europe depuis 1917. Les galeries de Berlin (van Diemen, Dr Benedict & Co., Dr Otto Burchard & Co et Altkunst Antiquitäten) ont été liquidée par les nationaux-socialistes.
La branche de New York a fusionné avec la galerie Lilienfeld (fondée par Karl Lilienfeld (de) en Allemagne) à peu près à la même époque pour s'appeler galerie van Diemen-Lilienfeld et ce jusqu'au milieu des années 1960.

## Situation
La galerie était établie Unter den Linden 41.